# Lidija Ponomarenko

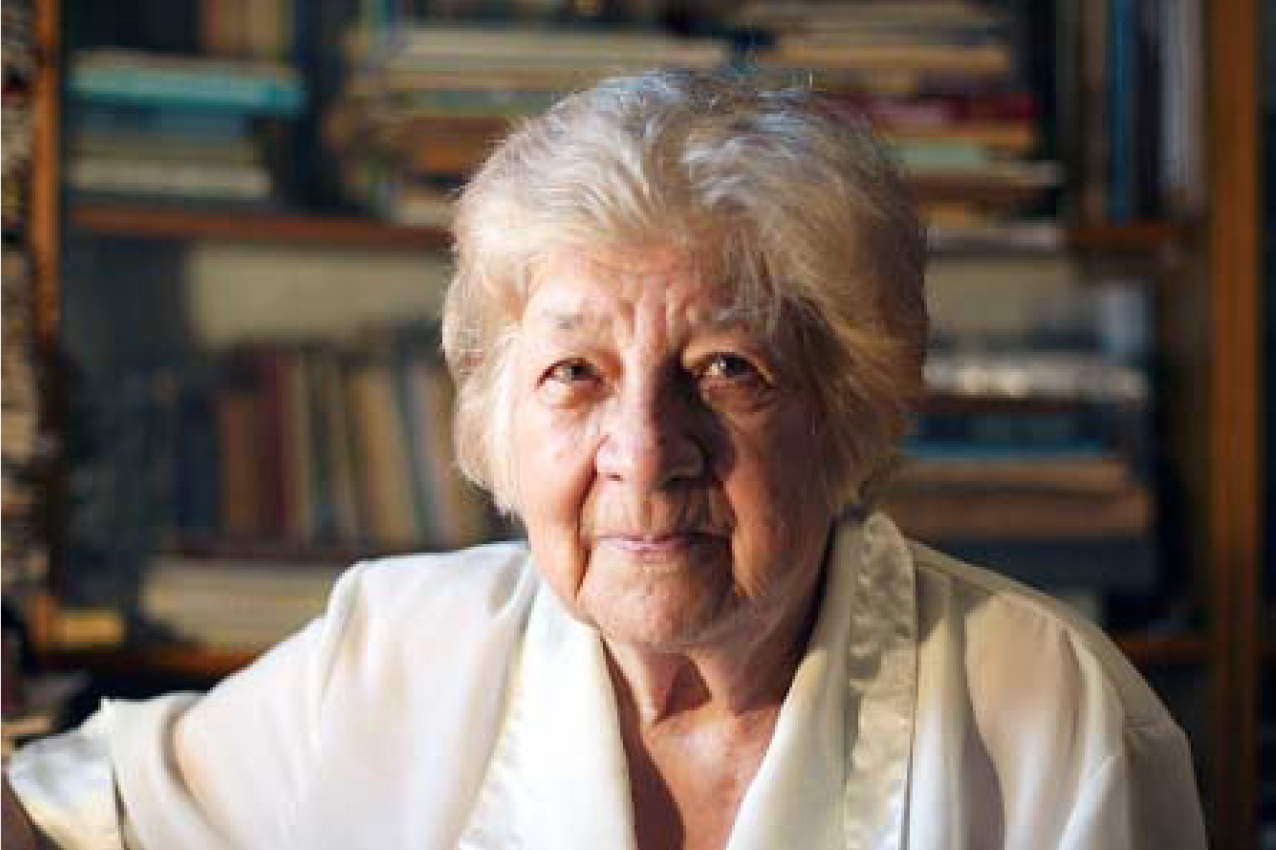
Lidija Ponomarenko

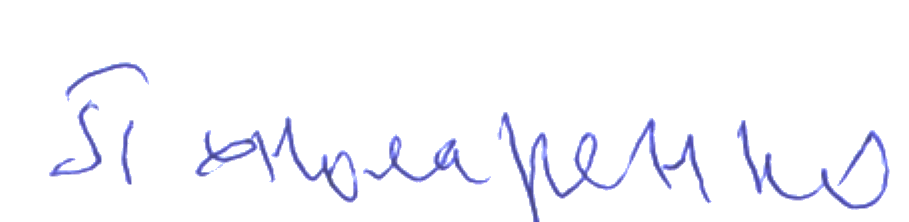
Unterschrift von Lidija Ponomarenko

Lidija Antoniwna Ponomarenko (ukrainisch Лідія Антонівна Пономаренко; geboren 16. Februar 1922 in Kateryniwka/Katerinowka, Gouvernement Donezk, Ukrainische SSR; gestorben 3. Dezember 2013 in Kiew, Ukraine) war eine ukrainische Vermessungsingenieurin, Historikerin und Kartografin. Sie erstellte das erste Verzeichnis der 2115 Straßen von Kiew. Zu ihren Lebzeiten erhielt sie den Spitznamen „Patin der Kiewer Straßen“, weil sie sich für die Wiederherstellung der historischen Namen der Kiewer Straßen einsetzte.

## Leben
Lidijas Vater war Bergarbeiter im Bergwerk Artem. Sie lernte Lesen, Schreiben und Rechnen, bevor sie eine Schule besuchte. Von 1929 bis 1939 besuchte sie die Gorki-Hauptschule in Krasnodon. 1939 begann sie eine Ausbildung zur Vermessungsingenieurin am Moskauer Institut für Ingenieure der Geodäsie, Luftbildfotografie und Kartografie.
Im Jahr 1941 wurden sie und ihre Eltern in das Bergbaugebiet von Tqwartscheli in Georgien evakuiert. Im selben Jahr begann sie für eine geologische Forschungsgruppe zu arbeiten. Im August 1942 zog sie mit ihren Eltern nach Kusbass in Sibirien und studierte ein Jahr lang in der Abteilung für geologische Forschung des Technologischen Instituts Tomsk (heute: Polytechnische Universität Tomsk). Im Jahr 1943 kehrte sie nach Moskau zurück, um dort ihr Studium fortzusetzen und es 1946 abzuschließen.
Von 1946 bis 1950 war sie im Mutterschaftsurlaub. Von November 1950 bis 1953 arbeitete sie als Bezirksinspektorin im Bergwerk Nr. 7 im Nowoschachtinsk. Im April 1951 trat sie in die Kommunistische Partei der UdSSR (KPdSU) ein. Im Bergwerk arbeitete sie auch als Agitatorin und leitete Zirkel zum Studium der Biografie Wladimir Lenins, der Geschichte der KPdSU und der Philosophie.
Von September 1953 bis 1959 arbeitete sie als Dozentin und Leiterin der Abteilung für Geodäsie, Geologie und Vermessung an der Bergbauhochschule Stachanow. 1959 zog sie nach Kiew, um dort als Ingenieurin und Forscherin im Labor für Flugmethoden der Staatlichen Universität für Bauwesen und Architektur (heute: Kiewer Nationale Universität für Bauwesen und Architektur) zu arbeiten. Dort war sie auch Dozentin für Topografie und Assistentin für Luftbildverfahren. Aufgrund von Wohnungsproblemen war sie 1960 gezwungen, eine andere Stelle am Institut für Bauwesen in Dnipro anzutreten. Im Zusammenhang mit der Umstrukturierung der geodätischen Abteilung des Instituts wurde sie im Oktober 1961 in das Konstruktionsbüro der Abteilung für Spezialinstallationen Nr. 3 des Trusts für Konstruktion und Installation Nr. 5 versetzt.
Ab November 1963 arbeitete sie als Ingenieurin in der technischen Abteilung des Komitees für den staatlichen Bergbau und die technische Überwachung des Ministerrats der Ukrainischen SSR. In den Jahren 1966 bis 1967 leitete Ponomarenko die topografische Abteilung des Ukrainischen staatlichen Instituts für die Planung von Straßenanlagen (UKRDIPRODOR). Von Juni bis September 1966 arbeitete sie als geodätische Ingenieurin beim Planungsinstitut Ukrdipromiskpromgaz. Von September 1967 bis Januar 1970 war sie wissenschaftliche Mitarbeiterin am Institut für wissenschaftliche und technische Information.
In den 1960er Jahren begann Lidija Ponomarenko mit der Erforschung der Toponymie von Kiew. Ab 1967 veröffentlichte sie Artikel in Fachzeitschriften und populärwissenschaftlichen Zeitschriften über die Geschichte, Topografie und historische Kartografie der Ukraine. Seit 1970 war sie Mitglied der Kommission für Namen und Denkmäler der Stadt Kiew und war Initiatorin von Einführung und Wiederbelebung einer Reihe von Kiewer Ortsnamen sowie des ersten Verzeichnisses von 2115 Straßen in Kiew. Von 1970 bis 1982 arbeitete sie als leitende kartografische Ingenieurin am Institut für Geschichte der Akademie der Wissenschaften der Ukrainischen SSR. Der Schwerpunkt ihrer Forschung lag auf dem Studium kartografischer Quellen für die Erstellung von Karten für den Atlas der Ukrainischen SSR aus den Archiven und Bibliotheken in Kiew und Moskau.
Seit 1992 arbeitete Ponomarenko am Zentrum für Denkmalstudien der Nationalen Akademie der Wissenschaften der Ukraine und bei der Ukrainischen Gesellschaft für den Schutz historischer und kultureller Denkmäler (UTOPIC). Sie leitete auch die Kiewer Abteilung für Denkmäler der Wissenschaft und Technik und war an den Aktivitäten des Hetmanate Museums, des Pleiades-Verlags und anderer Einrichtungen beteiligt. In ihren letzten Lebensjahren war sie Ehrenmitglied der Kommission für Namen und Denkmäler und der UTOPIC.
Sie starb am 3. Dezember 2013 in Kiew nach langer Krankheit und wurde auf dem Friedhof des Dorfes Litky beigesetzt.
Im November 2021 wurde ihr zu Ehren eine Straße im Kiewer Stadtteil Desnianskyi benannt.

## Familie
Ponomarenkos Urgroßvater mütterlicherseits, Mykyta Welytschko, stammte aus einer Leibeigenenfamilie. Ihr Urgroßvater väterlicherseits, Ananii Kushnir, arbeitete als Burlak auf der Wolga; er änderte seinen Nachnamen auf Wunsch des Schwiegervaters seiner Frau Oleksandra in Ponomarenko. Ihr Vater Anton Ilarionowytsch Ponomarenko arbeitete in privaten Bergwerken einer französisch-belgischen Aktiengesellschaft. Er wurde 1918 von den Deutschen verhaftet, aber auf Ersuchen des Unternehmens wieder freigelassen. Anton Ponomarenko wurde zum Bergarbeiterkongress in Moskau delegiert und 1926 mit dem Titel „Ehrenbergmann des Donbass“ ausgezeichnet. Später erhielt er zwei Leninorden und 1950 den Stalinpreis der UdSSR.
Polina Ponomarenkos Mutter stammte aus einer bäuerlichen Familie namens Stepanow. Sie absolvierte zwei Klassen einer Gemeindeschule. In den Jahren 1920 bis 1930 arbeitete sie als Krankenschwester und später als Hausfrau.

## Wissenschaftliche Tätigkeit
Lidija Ponomarenko beschäftigte sich über 40 Jahren mit Geodäsie, Karten, Diagrammen und Namen. Sie setzte sich aktiv für die Erhaltung historischer Ortsnamen und den Schutz des kulturellen Erbes von Kiew und der Ukraine ein. Sie studierte Pläne und Beschreibungen von Kiew und anderen ukrainischen Städten aus verschiedenen Epochen. Unter den von ihr durchgesehenen Materialien wurden einige erstmals entdeckt und in den wissenschaftlichen Verkehr gebracht. Sie entdeckte in Leningrad das Manuskript des Buches „Geschichte der Stadt Kiew von der Gründung bis zur Gegenwart“ von Maksym Berlinskyi, das als verloren galt, und veröffentlichte es anschließend.
Ponomarenko vertrat die Ansicht, das Straßennamen die historischen und topografischen Gegebenheiten widerspiegeln sollen und trat für die Wiederherstellung historischer Flurnamen ein. Die Ansichten der Forscherin wurden mit den Prinzipien des Vorsitzenden der Kommission für die Wiederherstellung von Straßen, des Kiewer Vizegouverneurs Mykola Hesse aus dem 19. Jahrhundert, verglichen. Ponomarenko veröffentlichte Handschriften der ukrainischen Geschichte und Kultur sowie Karten von Siedlungen und Regionen. Sie sprach polnisch, bulgarisch, englisch und russisch. Sie war auch die Autorin einer Untersuchung über die Toponymie der Stadt in dem enzyklopädischen Nachschlagewerk „Kyiv“ (1981–1986).
Im Jahr 1995 erschien das akademische Kiewer Nachschlagewerk „Straßen von Kiew“, bei dem sie Mitautorin war. Dieses Buch enthält mehr als zweitausend Artikel über die Straßen, Gassen und Plätze von Kiew, in denen nicht nur die Stadtteile und ihre Lage beschrieben werden, sondern auch die nächstgelegenen U-Bahn-, Stadtbahn- und Vorortbahnstationen angegeben werden. Die Publikation enthält ausführliche Erklärungen, warum jede Straße so heißt, wie sie heißt, und eine kurze Geschichte der Straße. Auf der Grundlage der kartografischen Bibliothek veröffentlichte sie 2012 die kartografische und bibliografische Publikation „Karten und Pläne in den Quellenstudien von Lydia Ponomarenko“, die kartografische Quellen aus dem Institut für Handschriften der Wernadskij-Nationalbibliothek der Ukraine und einen Anhang mit Informationen über Karten und Pläne zur Geschichte der Ukraine in russischen Archiv-, Museums- und Handschriftensammlungen enthält. Sie besaß eine umfangreiche persönliche Bibliothek, die die Grundlage für bibliografische Veröffentlichungen bildete. Obwohl sie ein Manuskript für ihre Doktorarbeit „Pläne und Beschreibungen von Kiew in der Mitte des siebzehnten und neunzehnten Jahrhunderts“ vorbereitet hatte, erhielt sie den Doktortitel nicht.

## Persönlichkeit
Ponomarenko sah den Sinn des Lebens in der unermüdlichen Arbeit für die Ukraine und die Ukrainer sowie in der Vermittlung der Wahrheit über die Vergangenheit und ihre Figuren. Die Forscherin forderte auch das Studium sozialer Faktoren der Ökologie, den Einsatz modernster Mittel zur Verbreitung von historischem Wissen und die stärkere Einbeziehung junger Menschen und Forscher in die Erforschung der historischen Vergangenheit. Sie war Mitglied eines Buchklubs. Zeitgenossen erinnern sich an Lidija Ponomarenko als Optimistin.

## Ausgewählte Veröffentlichungen
Lidija Ponomarenko hat über 300 Veröffentlichungen verfasst. Sie hat in den Zeitschriften Vecherniy Kyiv, Vecherniy Minsk, Vecherniy Rostov, Kyivski Vedomosti, Komsomolskaja Prawda, Sovetskaya Molodezh und anderen veröffentlicht. Die Erstellung der Nachschlagewerke des Instituts für Geschichte der Ukraine der Nationalen Akademie der Wissenschaften der Ukraine und des Nationalen Verbands der Lokalhistoriker der Ukraine waren die wichtigsten:
Bücher
- Їх іменами названі вулиці Печерського району м. Києва (Die Straßen des Kiewer Stadtteils Petschersk sind nach ihnen benannt). Kiew 1968.
- Проблема водоснабжения в Украинской ССР (Das Problem der Wasserversorgung in der Ukrainischen SSR). Kiew 1969.
- Die Straßen von Kiew. Ein Handbuch. In: A. W. Kudryzkyj (Hrsg.): Ukrainische Enzyklopädie. Kiew 1995, ISBN 5-88500-070-0.
- mit O. O. Riznik: Kiew. Ein kurzes toponymisches Nachschlagewerk. Referenzausgabe. Pavlim Publishing, Kiew 2003, ISBN 966-686-050-3.
- mit L. Serenkov: Київ: історія в географічних назвах. площі, вулиці, провулки. короткі нариси (Kiew: Die Geschichte in geografischen Namen. Plätze, Straßen, Gassen. Kurze Essays). Centr pamʺjatkoznavstva NAN Ukraïny i UTOPIK (Zentrum für das Gedächtnis der Nationalen Akademie der Ukraine und UTOPIK), Kiew 2007, ISBN 978-966-8999-15-4 (ukrainisch).
- Karten und Pläne in den Quellenstudien von Lidia Ponomarenko (mit einer Beschreibung der kartographischen Quellen des Instituts für Handschriften der Nationalbank der Ukraine, benannt nach V. I. Vernadsky und einer Anwendung von Informationen über Karten und Pläne für die Geschichte der Ukraine in russischen Archiv- und Manuskriptsammlungen). Kiew 2012.

Artikel
- Плани міста Києва XVII–XIX ст. як історичне джерело (Pläne der Stadt Kiew vom 17. bis zum 19. Jahrhundert). In: Kiewer Antike. 1972, S. 62–69.
- Topographische Beschreibungen von Kiew des späten 18. bis zum frühen 19. Jahrhundert. Geschichtsforschung. In: Ausstellen. Nr. 8. Kiew 1982, S. 39–42.
- Geographische, topographische und zwei offizielle Beschreibungen von Kiew in der zweiten Hälfte des 18. bis zu den Anfängen des 19. Jahrhunderts. In: Kiew in den Fonds der Zentralen Wissenschaftlichen Bibliothek der Akademie der Wissenschaften der UdSSR. Naukova Dumka, Kiew 1984, S. 62–83.
- Offizielle Beschreibungen der Provinzen im 18. bis zur ersten Hälfte des 19. Jahrhunderts. In: Ausstellen. Nr. 1. Kiew 1993, S. 59–69.